# Kúpfejű szöcskék
A kúpfejű szöcskék (Conocephalinae) a rovarok osztályában az egyenesszárnyúak (Orthoptera) közé sorolt szöcskék (Tettigonioidea) öregcsaládjának egyik alcsaládja öt nemzetséggel és négy, nemzetségbe nem sorolt nemmel.

## Megjelenésük, felépítésük
Nevüket süvegszerűen húzott fejükről kapták.

## Életmódjuk, élőhelyük
Főleg a nádasokban, a láp- és mocsárréteken élnek. Ezeken az élőhelyeken afféle „karakter-családnak” számítanak; az élőhely megváltozására gyorsan és markánsan reagálnak. Petéiket tojócsövükkel a pázsitfüvek szárára rakják.

## Nemzetségbe nem sorolt nemek
- Ebneria
- Nemoricultrix
- Paraxiphidium
- Xiphelimum